# Barlestone
 (octobre 2023).
Barlestone est une paroisse civile et un village du Leicestershire, en Angleterre.